# Рязанцев, Алексей Павлович
Алексей Павлович Рязанцев (15 марта 1918 — 8 июля 1994) — командир 1-го стрелкового батальона 180-го гвардейского стрелкового полка (60-я гвардейская стрелковая дивизия, 5-я ударная армия, 1-й Белорусский фронт), гвардии майор. Герой Советского Союза.

## Биография
Родился 15 марта 1918 года в Астрахани.
В Красной Армии с 1938 года по 1940 год и с июня 1941 года. Участвовал в боях на реке Халхин-Гол в 1939 году. С мая 1942 года на фронтах Великой Отечественной войны. Особо отличился в последний год войны.
Звание Героя Советского Союза с вручением ордена Ленина и медали «Золотая Звезда» присвоено 15 мая 1945 года.
Жил в Астрахани. Умер в 8 июля 1994 года. Похоронен в Астрахани на городском кладбище № 2.